# Солеихты
Солеихты (лат. Soleichthys) — род лучепёрых рыб из семейства солеевых (Soleidae). Распространены в Индо-Тихоокеанской области.

## Описание
Максимальная длина тела представителей разных видов варьирует от 8,2 до 22 см. Передняя ноздря на глазной стороне тела с длинной трубкой, окончание которой доходит до или заходит за середину нижнего глаза. Их тела покрыты поперечными полосами или пятнами.
Эти рыбы поджидают добычу на дне, зарывшись в песок. Питаются ракообразными и моллюсками.

## Классификация
На июнь 2021 года в род включают 8 видов:
- Soleichthys dori J. E. Randall & Munroe, 2008
- Soleichthys heterorhinos (Bleeker, 1856) — Тигровый солеихт[1]
- Soleichthys maculosus Muchhala & Munroe, 2004
- Soleichthys microcephalus (Günther, 1862)
- Soleichthys oculofasciatus Munroe & Menke, 2004
- Soleichthys serpenpellis Munroe & Menke, 2004
- Soleichthys siammakuti Wongratana, 1975
- Soleichthys tubiferus (W. K. H. Peters, 1876)